# Дьомін Юрій Васильович
Дьомін Юрій Васильович (нар. 26 вересня 1941, Горлівка) — український машинобудівник і педагог, доктор технічних наук (1987), професор (1991), дійсний член Транспортної академії України.
Його наукова діяльність пов'язана з дослідженнями в галузі механіки рейкових екіпажів, ракет-носіїв космічних апаратів та об'єктів нової техніки машинобудування.

## Основні напрямки наукових досліджень
- стійкість руху та автоколивання багатовимірних механічних систем змінної структури;
- динаміка та міцність залізничного рухомого складу та машинобудівних конструкцій;
- техніка і технології залізничних перевезень міжнародними транспортними коридорами.

Він отримав 14 авторських свідоцтв про винаходи та 5 патентів.
Підготував 13 кандидатів наук.

## Публікації
Результати наукової діяльності проф. Дьоміна Ю. В. відображені у двох монографіях і понад 170-ти наукових правцях.
1. Дьомін Ю. В. Залізнична техніка міжнародних транспортних систем (вантажні перевезення) /Ю. В. Дьомін. — К.: Юнікон-Прес, 2001. — 342 с.[недоступне посилання з вересня 2019]
2. Дьомін Ю. В. Основи динаміки вагонів: Навч. посібник / Ю. В. Дьомін, Г. Ю. Черняк // К.: КУЕТТ, 2003. — 270 с.
3. Демин Ю. В., Богомаз Г. И., НауменкоН. Е. Динамика машиностроительных и транспортных конструкций при нестационарных воздействиях. К.: Наукова думка, 1995. -188 с.
4. Демин Ю. В., Длугач Л. А., М. Л. Коротенко, О. М. Макарова. Автоколебания и устойчивость рельсовых экипажей./ К.: Наукова думка, 1984.-160 с.